# Martín Vassallo Argüello
Martín Miguel Vassallo Argüello (* 10. února 1980, Temperley, Argentina) je bývalý argentinský profesionální tenista. Ve své dosavadní kariéře vyhrál na okruhu ATP 1 turnaj ve čtyřhře. Nejvyšší umístění zaujímal 27. dubna 2009, kdy figuroval na 47. místě.

## Finálové účasti na turnajích ATP (1)

### Čtyřhra - výhry (1)
| Legenda                                                       |
| ATP International Series Gold / ATP World Tour 500 Series (1) |
| ATP International Series / ATP World Tour 250 Series (0)      |

| Č. | Datum          | Turnaj           | Povrch | Partner        | Soupeři ve finále         | Výsledek |
| 1. | 4. březen 2007 | Acapulco, Mexiko | antuka | Potito Starace | Lukáš Dlouhý Pavel Vízner | 6-0, 6-2 |

## Vítězství na turnajích ATP Challenger Tour (8)
| Č. | Datum              | Turnaj            | Povrch | Soupeř ve finále      | Výsledek      |
| 1. | 29. duben, 2002    | Řím               | antuka | Filippo Volandri      | 6-4, 6-0      |
| 2. | 12. květen, 2003   | Košice            | antuka | Hermes Gamonal        | 6-3, 6-3      |
| 3. | 7. červenec, 2003  | Oberstaufen       | antuka | Andreas Seppi         | 6-1, 6-4      |
| 4. | 28. červenec, 2003 | Trani             | antuka | Francisco Fogués      | 6-3, 7-5      |
| 5. | 22. leden, 2007    | Santiago de Chile | antuka | Fabio Fognini         | 1-6, 7-5, 6-4 |
| 6. | 6. říjen, 2008     | Asunción          | antuka | Leonardo Mayer        | 3-6, 6-3, 7-6 |
| 7. | 20. říjen, 2008    | Buenos Aires      | antuka | Rubén Ramírez Hidalgo | 6-3, 4-6, 7-5 |
| 8. | 29. listopad, 2008 | Lima              | antuka | Sergio Roitman        | 6-2, 4-6, 6-4 |

## Davisův pohár
Martín Vassallo Argüello se zúčastnil 1 zápasu v Davisově poháru  za tým Argentiny s bilancí 1-0 ve dvouhře a 1-0 ve čtyřhře.

## Postavení na žebříčku ATP na konci sezóny

### Dvouhra
| Rok    | 1998 | 1999   | 2000   | 2001   | 2002   | 2003   | 2004   | 2005   | 2006  | 2007  | 2008  | 2009  |
| Pořadí | 874. | ▲ 397. | ▼ 477. | ▲ 198. | ▲ 182. | ▲ 110. | ▼ 212. | ▼ 233. | ▲ 80. | ▲ 75. | ▼ 85. | ▼ 99. |

### Čtyřhra
| Rok    | 1998  | 1999   | 2000   | 2001   | 2002   | 2003   | 2004   | 2005   | 2006   | 2007   | 2008   | 2009   |
| Pořadí | 1265. | ▲ 404. | ▼ 533. | ▲ 214. | ▼ 245. | ▲ 145. | ▼ 187. | ▼ 236. | ▲ 141. | ▲ 101. | ▼ 300. | ▲ 197. |